# Bassanago nielseni
Bassanago nielseni és una espècie de peix marí pertanyent a la família dels còngrids i a l'ordre dels anguil·liformes.

## Etimologia
El nom específic nielseni fa referència a Jorgen Nielsen, un especialista famós en l'estudi de peixos d'aigües fondes.

## Descripció
Fa 46,5 cm de llargària màxima. Cap espina i 272-324 radis tous a l'única aleta dorsal. Cap espina i 198-217 radis tous a l'anal. 151-153 vèrtebres. Aletes pectorals amb 16-18 radis tous. Aletes imparells amb les vores fosques. Línia lateral contínua i amb 34-39 escates. Absència d'aleta adiposa.

## Hàbitat i distribució geogràfica
És un peix marí i batidemersal (entre 160 i 340 m de fondària), el qual viu al Pacífic sud-oriental (el centre i el sud de la dorsal de Nazca i el corrent de Humboldt) i l'Atlàntic sud-occidental (la mar Argentina).

## Observacions
És inofensiu per als humans i el seu índex de vulnerabilitat és moderat (39 of 100).